# Джейсон Гарфілд
Джейсон Гарфілд (англ. Jason Garfield; 9 серпня 1974 року, Норфолк, США) — американський жонглер.

## Біографія
Джейсон Гарфілд народився 9 серпня 1974 року у місті Норфолк. З дитинства Джейсон почав займатися жонглюванням. У 1988 році Гарфілд став чемпіоном світу з жонглювання серед юніорів (за версією Міжнародної асоціації жонглерів. У 1998 та 2002 роках Джейсон Гарфілд був чемпіоном світу з жонглювання.